# Buda (mangá)
Buda é uma adaptação para o mangá da história de Buda, feita por Osamu Tezuka. O budismo faz parte da cultura japonesa e asiática de forma geral, tal como o cristianismo faz parte da cultura ocidental. Ou seja: é uma espécie de pano de fundo, uma caldeirão de ideias e símbolos, cheio de dinamismo, que atinge até mesmo os não praticantes da religião.
O mangá, escrito por Osamu Tezuka em 1972, o mesmo criador de A Princesa e o Cavaleiro e Astro Boy, traz o humor típico do autor e uma visão aguda dos problemas sociais da época retratada. É um mangá sobre a Índia em que Buda viveu de perto, com o sofrimento dentro de cada ser vivo, mas também sobre o humor e sabedoria natural que permeiam a todos, que aliás é característica do mestre Tezuka, em todos os 14 volumes há o humor típico dos mangás, muita referência a cultura pop moderna, contudo em nenhum momento os ensinamentos, a emoção e a triste verdade que é separação de castas na Índia são deixados de lado, pois Tezuka não esquece de transpor ao seu público toda uma crítica sobre a extrema pobreza dessa região que contrasta com a fé e a esperança que estão acima de tudo.
Escrita em 14 volumes, foi publicada no Brasil em 2005, pela Conrad Editora.
Em maio de 2021, durante o evento online JBC Festa, a Editora JBC anunciou uma nova publicação do mangá no Brasil, agora em 8 volumes, com previsão inicial ainda para 2021.

## Personagens
Buda Gauthama: Começa como o príncipe Siddartha, um garoto de saúde frágil que cresceu com o luxo de Kapilavastu, porém Siddartha sendo o escolhido para transformar a Índia e o mundo, nunca gostou de festas, brincadeiras, estava sempre preocupado com a vida (temia muito a morte), recebia visitas do deus Brahma (que o ajuda com sermões e orientações). Então depois de conhecer a peste, a fome, a pobreza resolve 'abandonar' seus pais, sua mulher e seu filho para ir em busca de todas as respostas que o afligiam, saber o sentido da vida, o porque do sofrimento existir e como derrubá-lo, ajudar o maior número de pessoas e então atingir a iluminação. Buda passa por várias provações (testes, tentações, sofrimento, dor, traição, etc).
Chapra: Um garoto filho de uma sudra (escravo). Para tentar ajudar a sua mãe, ele arrisca-se para salvar o rei de Kosala, que o transforma em filho, mas a sociedade de castas não permite isso. É morto junto com a mãe.
Tahta: Um jovem pária (excluído) que tem o dom de compartilhar a alma dos animais. Conhece Chapra e sua mãe, ele adota-os como família depois da sua ter sido assassinada pelo reino de Kosala. Cresce e vira um ladrão chefe de quadrilha que tenta vingar-se do rei de Kosala. Mas depois fica aliado de Buda.
Naradhatta: Um monge que recebe a missão do seu mestre Asita de procurar uma pessoa muito especial, é o Tahta, contudo abusando do seu dom é punido por seu mestre a virar um homem-bicho, a viver na floresta como uma fera. Acaba passando por provações e tornar-se sábio.
Yasodhara: Mulher de Buda e mãe do seu filho Rahula.
Ananda: Batizado por mara (monstro), é condenado a perseguir Buda e matá-lo, contudo acaba sendo ajudado por este e uma grande reviravolta faz com Ananda vire o seu braço direito e um dos mais importantes discípulos. Conhece Lihta, uma jovem escrava muda que também é ajudada por Buda.
Devadatta: Irmão mais velho de Ananda, é bastante contraditório, não mostrando-se do bem ou do mau.
Mighella: Mulher de Tahta. Sofreu muito pois apaixonou-se por Buda, o rei mandou que punissem-na queimando seus olhos ela então fica cega; depois contrai a peste; em seguida bebe veneno e fica muda; é presa... mas Buda sempre a ajuda com seus dons de iluminado.
Yatara: Um homem de mais de três metros de altura, super forte, primeiro vira guerreiro de Kosala, mas depois alia-se ao rei de Maddha e a Buda.
Assad: Um jovem que a princípio era 'renegado' por Buda, mas depois ele ganha o dom de prever o futuro e vê quando vai morrer, vivendo o resto de sua vida contada de uma forma humilde e simples, ele ganha a admiração de Buda depois.
Rei Bimbisara: É o rei de Maddha, recebe uma previsão feita por Assad dizendo que ele será morto aos 41 anos pelo próprio filho Ajassattu.
Prasenajat: Rei da poderosa Kosala, casa-se enganado por uma escrava de Kapilavastu.
Viruddhaka: Filho do rei de Kosala, quando descobre que tem sangue sudra manda prender a própria mãe, é mais conhecido como Príncipe Lazuli.
Dhepa: Monge que praticava o ascetismo intensamente, conhece Buda e depois de ficar amigo, traí-lo e receber uma transfusão de sangue do Buda passa a segui-lo.

## Filmes de anime
Em 2009, uma adaptação cinematográfica animada de Buda foi anunciada. O filme é dirigido por Kozo Morishita, produzido por Tezuka Productions, animado pela Toei Animation e distribuído pela Toei Company e Warner Bros. Pictures. O filme foi lançado em 28 de maio de 2011 durante as comemorações do 750º memorial de Shinran Shonin, fundador da seita Jōdo Shinshū.